# Triple formació baixista
Triple formació baixista (en anglès: Bearish Falling Three Methods) és un patró d'espelmes japoneses que esdevé un fort senyal de continuïtat de la tendència baixista.

## Criteri de reconeixement
1. La tendència prèvia és baixista
2. Es forma una primera espelma negra llarga
3. Els següents tres dies es formen tres espelmes blanques (o inclús negres) amb cos petit amb tancaments dins del cos de la negra prèvia
4. Finalment s'obra a la baixa, es forma una segona espelma negra llarga, i es tanca formant un nou low

## Explicació
La Triple formació baixista és un potent patró de continuïtat en una tendència baixista. Les petites espelmes blanques indiquen una progressiva presa de beneficis, però els bulls no tenen prou força com per provocar tancaments superiors als de l'espelma negra llarga. Finalment els bears tornen a aparèixer amb força davant la debilitat dels bulls i aquests tanquen posicions donant lloc a una nova espelma negra llarga. Per especuladors agressius aquest patró, abans de completar-se amb l'espelma negra llarga, es pot aprofitar anticipadament per incrementar posicions curtes.

## Factors importants
És important comprovar que no es produeixen augments significatius del volum en les espelmes blanques. Les espelmes blanques en cap cas han de tancar per dessota de l'espelma negra llarga sinó que s'han de mantenir dins del seu rang high-low (incloses les ombres). Malgrat que la força dels bears és molt potent es suggereix esperar confirmació l'endemà en forma d'espelma negra amb tancament inferior o gap baixista.